# Mount Huntington (Alaska)
Der Mount Huntington ist ein 3731 m hoher Berg in der Alaskakette in Alaska (USA). Der Berg wurde von der Browne-Parker Expedition im Jahre 1910 nach Archer Milton Huntington (1870–1955), Vorsitzender der American Geographical Society, benannt.

## Geografie
Der Berg befindet sich im westlich-zentralen Abschnitt der Alaskakette, 12,5 km südsüdöstlich vom Denali im Denali-Nationalpark. Entlang der Nordflanke strömt der West-Fork-Ruth-Gletscher, ein Quellgletscher des Ruth-Gletschers, nach Osten. Die Süd- und Westflanken bilden das Nährgebiet des Tokositna-Gletschers.

## Besteigungsgeschichte
Die Erstbesteigung des Mount Huntington gelang im Jahr 1964 einer französischen Expedition unter der Leitung von Lionel Terray vom Ruth-Gletscher aus über den Nordwestgrat. Am 25. Mai 1964 erreichten Jacques Batkin und Sylvain Sarthou als Erste den Gipfel. Am Folgetag erreichten auch die restlichen Teilnehmer, Lionel Terray, Jean-Louis Bernezat, Paul Gendre, Maurice Gicquel, Marc Martinetti und Jacques Soubis, den Gipfel.